# GSC1866-943
GSC1866-943 — хімічно пекулярна зоря спектрального класу A2, що має видиму зоряну величину в смузі V приблизно 12,1.

## Пекулярний хімічний вміст
Зоряна атмосфера GSC1866-943 має підвищений вміст 
Si
.